# Pied-dans-la-bouche
La technique de persuasion dite du « pied dans la bouche » provient d'une expérience datant de 1990, menée par Daniel J. Howard, chercheur en psychologie sociale. Cette technique fait partie de la théorie de l'engagement.
Le fait de faire précéder une requête d'un dialogue, augmente sensiblement l'acceptation de la requête, par rapport à une requête introduite directement sans dialogue. Howard avait ainsi calculé que le pourcentage de réussite moyen de ses ventes par téléphone passait de 10 % à 25 %, par le simple ajout, une fois sur deux, d'une phrase d'introduction visant à s'enquérir du bien-être du prospect. Les prospects ayant affirmé qu'ils se sentaient bien étaient ensuite moins enclins à refuser la vente.

## Expérience Howard (1990) pied-dans-la-bouche
Howard (1990) : il contacte des personnes par téléphone et se présente comme travaillant pour une association de lutte contre la faim, pour laquelle il vend des cookies afin de collecter des dons. Cela lui permet de tester ainsi l'effet « pied-dans la bouche » à travers trois groupes :
1. Un premier groupe où il va uniquement demander aux prospects s’ils sont d’accord pour acheter des cookies ;
2. Un second groupe où il va demander aux prospects comment ils vont et s’ils sont d'accord pour acheter des cookies ;
3. Et un troisième groupe pied-dans-la-bouche à qui il dit : « Bonsoir Madame/Monsieur, comment vous sentez- vous ce soir ? », et « Je suis heureux/désolé de l'apprendre » avant la requête.
Les résultats des ventes sont : 15 % d'acheteurs pour le groupe 1 et 2 et 32,5 % pour le groupe 3. Les résultats montrent que la technique de « pied-dans-la-bouche » utilisée sur le groupe 3 a eu un effet significatif sur la vente des cookies.